# سودو (سياتل)

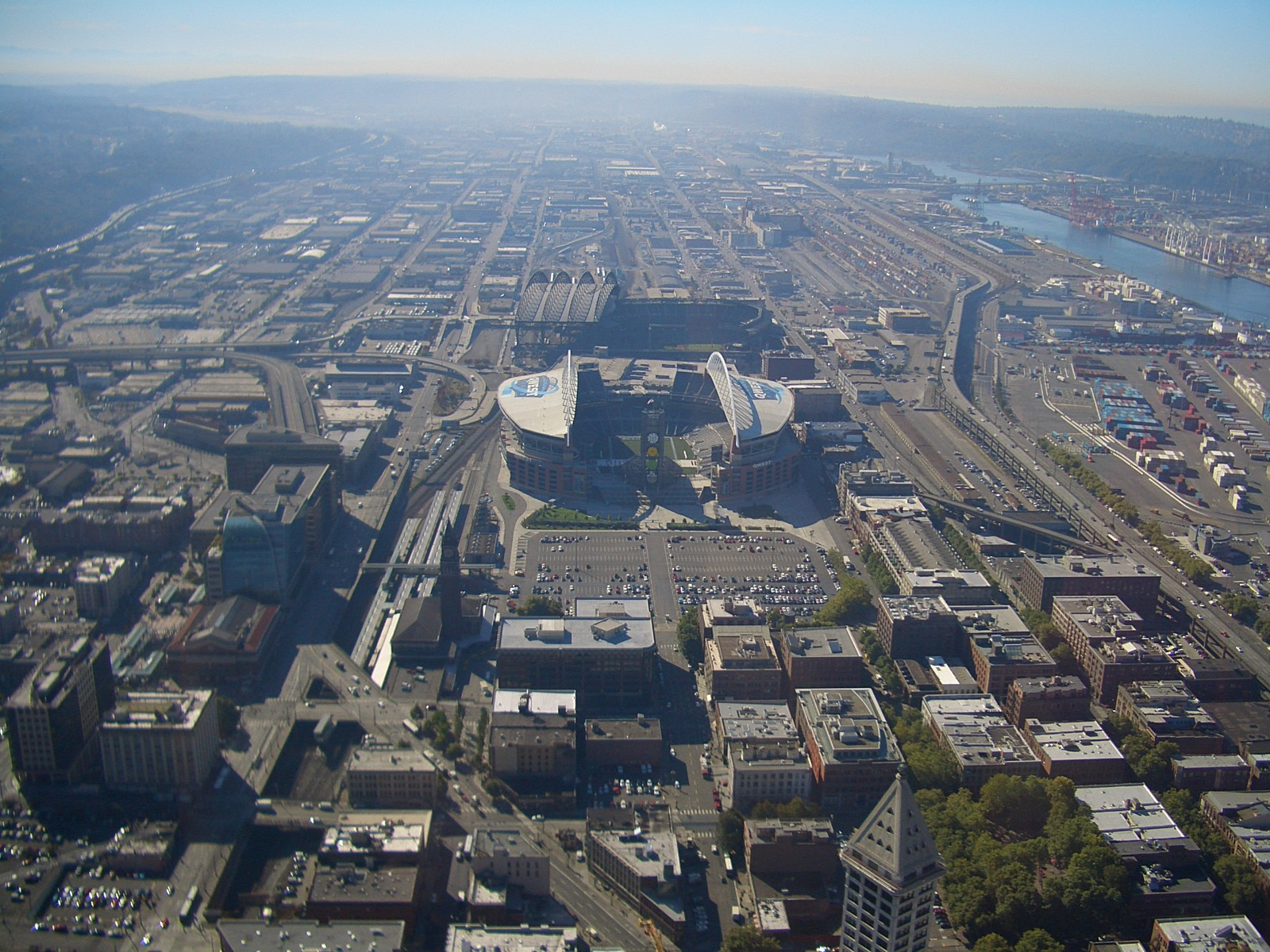
يمكن رؤية محطة King Street، و ملعب سافيكو فيلد، و لومن فيلد، ومعظم بقية سودو من منصة المراقبة في مركز كولومبيا

سودو سياتل (بالإنجليزية: SoDo, Seattle) هو حي في سياتل، واشنطن، ويشكل جزءً من المنطقة الصناعية في المدينة. يحدها من الشمال شارع ساوث كنغ، والذي يقع خلفه ساحة بيونير ؛ ومن الجنوب شارع ساوس سبوكان، والذي يقع خلفه المزيد من المنطقة الصناعية؛ ومن الغرب نهر دواميش، والذي يقع خلفه غرب سياتل ؛ ومن الشرق نفق Downtown Seattle Transit التابع لشركة ميترو ترانست وSoDo Busway، والذي يقع خلفه المنطقة الدولية وبقية المنطقة الصناعية.[بحاجة لمصدر]
سُميت سودو في الأصل بهذا الاسم لأنها تقع في " جنوب مدينة دو، ولكن منذ هدم المملكة في عام 2000، تم تغيير الاسم ليعني " جنوب وسط مدينة دو ".  تم اعتماد الاسم في تسعينيات القرن العشرين بعد إعادة تسمية مبنى سيرز إلى مركز SODO (الذي أصبح فيما بعد مركز ستاربكس، المقر الرئيسي العالمي لستاربكس في First Avenue S. وS. Lander Street).  وهي تشمل منطقة ملعب وسط مدينة سياتل في T-Mobile Park (حيث يلعب فريق سياتل مارينرز التابع لدوري البيسبول الرئيسي مباريات البيسبول على أرضه) وملعب Lumen Field (الذي تم بناؤه على موقع Kingdome السابق؛ حيث يلعب فريق سياتل سي هوكس التابع لدوري كرة القدم الأمريكية مباريات كرة القدم على أرضه وحيث يلعب فريق سياتل ساوندرز إف سي التابع لدوري كرة القدم الرئيسي إلى جانب فريق سياتل رين إف سي التابع لدوري كرة القدم النسائية الوطني مباريات كرة القدم على أرضه).  استخدمت الحملة التسويقية الشهيرة التي شنها فريق مارينرز في أوائل العقد الأول من القرن الحادي والعشرين اسم سودوفي الشعار "سودو موجو".  :71–79

## التركيبة السكانية
من تعداد عام 2000، بلغ عدد سكان سو دو 2602 نسمة، ومتوسط أعمارهم 41.2 عام، في 458 مسكن مملوك و536 مسكن للإيجار. بلغ متوسط الدخل السنوي للأسرة 42.208 دولار كان التقسيم العرقي 41٪ من البيض، و28٪ من الآسيويين، و14٪ من السود، و9٪ من أصل إسباني/لاتيني، و3٪ من الهنود الأمريكيين/سكان ألاسكا الأصليين، و5٪ آخرين. 

## المواصلات
الشوارع الرئيسية في SoDo هي First و Fourth Avenues S. و Alaskan Way S. (باتجاه الشمال والجنوب) و S. Lander و Holgate Streets و Edgar Martínez Drive S و S. Royal Brougham Way (باتجاه الشرق والغرب). المحطة الغربية للطريق السريع 90، الذي يمتد 3,020 ميل (4,860 كـم) شرقًا باتجاه بوسطن، ماساتشوستس، في سودو.

## روابط خارجية
- "SoDo rezone pits industry against developers", Seattle Daily Journal of Commerce, September 26, 2002.
- "It's gritty, blue-collar and sometimes home"  Seattle Post-Intelligencer, April 11, 1998
- ممر الفن الحضري المقترح SODO
- SODO Business Improvement Area

- - ويكيميديا